# Leendert Gerrit Westerink
Leendert Gerrit Westerink (2 novembre 1913 - 24 janvier 1990) est philologue néerlandais spécialiste du néoplatonisme.

## Biographie
Docteur de l'université de Nimègue en 1948. Professeur de Lycée à Emmen, aux Pays-Bas, de 1945 à 1965, il est nommé à l'université de New York à Buffalo en 1965. Il fut professeur invité au Collège de France en 1970, et chercheur associé au CNRS à Paris en 1973-1974. Il a édité les textes de Proclus, Porphyre de Tyr, Damascius, Olympiodore, Photius, Michel Psellos..., une quarantaine d'ouvrages en tout.

## Œuvres principales
- Damascius, Commentaire du Parménide de Platon. Tome 1, éd. Leendert Gerrit Westerink, intr., tr. et notes Joseph Combès, avec la collaboration d’Alain Philippe Segonds. Paris, Les Belles Lettres, 1997. (Collection des Universités de France).  (ISBN 2-251-00454-8).
- Damascius, Commentaire du Parménide de Platon. Tome 2, éd. Leendert Gerrit Westerink, intr., tr. et notes Joseph Combès, avec la collaboration d’Alain Philippe Segonds. Paris, Les Belles Lettres, 1997. (Collection des Universités de France).  (ISBN 2-251-00456-4).
- Damascius, Commentaire du Parménide de Platon. Tome 3, éd. Leendert Gerrit Westerink, intr., tr. et notes Joseph Combès, avec la collaboration d’Alain Philippe Segonds. Paris, Les Belles Lettres, 2002. (Collection des Universités de France).  (ISBN 2-251-00500-5).
- Damascius, Commentaire du Parménide de Platon. Tome 4, éd. Leendert Gerrit Westerink, intr., tr. et notes Joseph Combès, avec la collaboration d’Alain Philippe Segonds et Concetta Luna. Paris, Les Belles Lettres, 2003. (Collection des Universités de France).  (ISBN 2-251-00512-9).
- Proclus, Théologie platonicienne. Tome 1, Introduction. Livre I ; éd. et tr. Leendert Gerrit Westerink & Henri Dominique Saffrey. Paris : les Belles Lettres, 1968. (Collection des Universités de France). cxcv-298p.  (ISBN 2-251-00284-7).
- Proclus, Théologie platonicienne. Tome 2, Livre II ; éd. et tr. Leendert Gerrit Westerink & Henri Dominique Saffrey. Paris : les Belles Lettres, 1974. (Collection des Universités de France). xcv-216p.  (ISBN 2-251-00285-5).
- Proclus, Théologie platonicienne. Tome 3, Livre III ; éd. et tr. Leendert Gerrit Westerink & Henri Dominique Saffrey. Paris : les Belles Lettres, 1978. (Collection des Universités de France). cxix-261p.  (ISBN 2-251-00286-3).
- Proclus, Théologie platonicienne. Tome 4, Livre IV ; éd. et tr. Leendert Gerrit Westerink & Henri Dominique Saffrey. Paris : les Belles Lettres, 1978. (Collection des Universités de France). xcix-316p.  (ISBN 2-251-00287-1).
- Proclus, Théologie platonicienne. Tome 5, Livre V ; éd. et tr. Leendert Gerrit Westerink & Henri Dominique Saffrey. Paris : les Belles Lettres, 1987. (Collection des Universités de France). ciii-376p.  (ISBN 2-251-00386-X).
- Proclus, Théologie platonicienne. Tome 6, Livre VI. Index général ; éd. et tr. Leendert Gerrit Westerink & Henri Dominique Saffrey. Paris : les Belles Lettres, 1997. (Collection des Universités de France). cxxxiii-224p.  (ISBN 2-251-00462-9).